# Reyhan Şahin

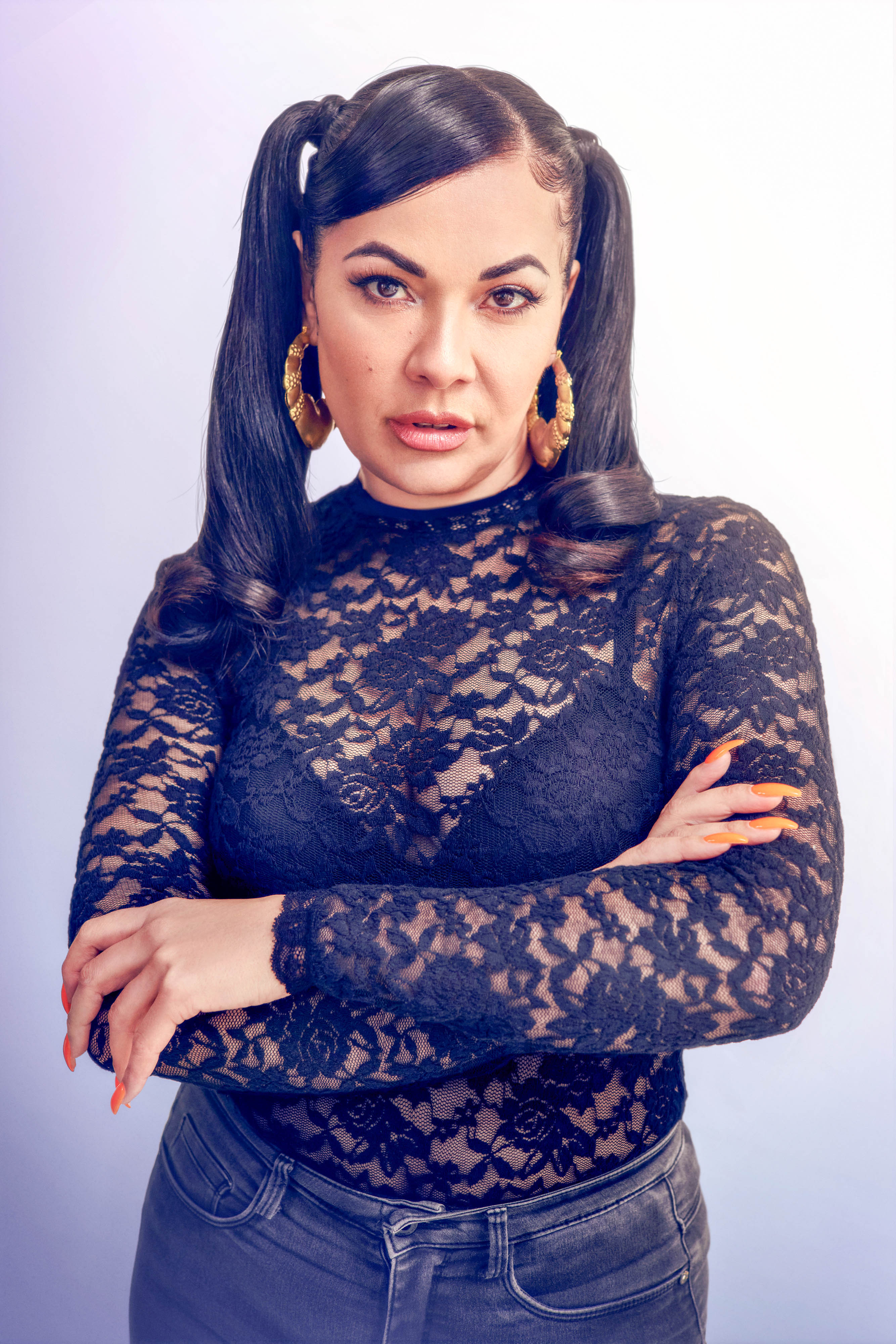
Reyhan Şahin aka Lady Bitch Ray (2022)

Reyhan Şahin (* vermutlich 1980 in Bremen), Künstlernamen Lady Bitch Ray und Dr. Bitch Ray, ist eine deutsche Autorin, Rapperin, Linguistin und ehemalige Radiomoderatorin.

## Leben
Şahins Eltern sind Aleviten und stammen aus Sivas in Zentralanatolien, Türkei. Vor Reyhans Geburt waren ihre Eltern nach Deutschland eingewandert.
Sie wuchs in dem Bremer Arbeiterviertel Gröpelingen auf. Ihr Vater ist ein Dede und arbeitete nach seiner Ankunft 1972 als Schweißer in einer lokalen Werft. Im Alter von zwölf Jahren begann Şahin zu rappen. Ihre schulische Laufbahn schloss sie mit dem Abitur ab.

### Studium und Promotion
Şahin studierte Linguistik und Germanistik an der Universität Bremen und schloss ihr Studium 2005 mit dem Magister im Fach Linguistik ab. Ihre Magisterarbeit mit dem Thema „Jugendsprache anhand der Darstellung der Jugendkultur Hip-Hop“ wurde in einer von ihrem Institutsleiter herausgegebenen Anthologie im Brockmeyer-Universitätsverlag veröffentlicht.
Danach wurde sie 2012 als Stipendiatin der Rosa-Luxemburg-Stiftung mit der Arbeit „Die Bedeutung des muslimischen Kopftuchs in Deutschland“ promoviert. In dieser Zeit leitete sie an der Universität Bremen als Lehrbeauftragte im Wintersemester 2007/2008 die Lehrveranstaltung „Einführung in die Kleidungssemiotik“.
Für ihre Dissertation erhielt sie beim Deutschen Studienpreis 2013 einen zweiten Preis in der Fächergruppe Geistes- und Kulturwissenschaften. Ihr Doktorvater ist Wolfgang Wildgen.
Şahin war ab Juni 2012 Mitglied des Research Center for Media and Communication, und in diesem Rahmen bis Dezember 2013 Post-Doc-Stipendiatin der Nachwuchsinitiative der Universität Hamburg. Im Anschluss erhielt sie ein Forschungsstipendium der Gerda Henkel Stiftung, mit dem sie zu religiösen Selbstdarstellungen junger Musliminnen in sozialen Netzwerken forschte. Derzeit (Frühjahr 2022) forscht sie in einem Graduiertenkolleg zu Rechtspopulismus, Rassismus, Islam und Gender und arbeitet an ihrer Habilitation.

### Medienkarriere
Şahin arbeitete vier Jahre bei dem öffentlich-rechtlichen Radioprogramm Funkhaus Europa als freie Mitarbeiterin und Moderatorin. Am 11. Mai 2006 wurde von Radio Bremen, das zusammen mit dem WDR Funkhaus Europa produziert, die Zusammenarbeit beendet, weil ihre Rap-Texte „pornographische Inhalte“ transportieren würden. Ein Lied mit dem Titel Hengzt Arzt Orgi, das von einer fiktiven Sexorgie mit den Rappern King Orgasmus One, Bass Sultan Hengzt und Frauenarzt handelt, hatte Şahin kostenlos ins Internet gestellt. Nachdem der Radiosender dies herausgefunden hatte, wurde die Moderatorin vor die Wahl gestellt, den Song aus dem Internet zu nehmen oder den Sender zu verlassen. Dieser Sachverhalt wurde unter anderem von der Bild popularisiert. Dagegen berichteten die New York Post und The Sun, die Zusammenarbeit sei wegen ihres zu knappen Kleidungsstils beendet worden. Laut der Hindustan Times und Spiegel Online wehrte sich Şahin gegen die Trennung von Radio Bremen mit rechtlichen Mitteln. Im Mai 2008 entschied das Landesarbeitsgericht Bremen unter Vorsitz des Richters Waldemar Reinfelder zugunsten von Radio Bremen. 

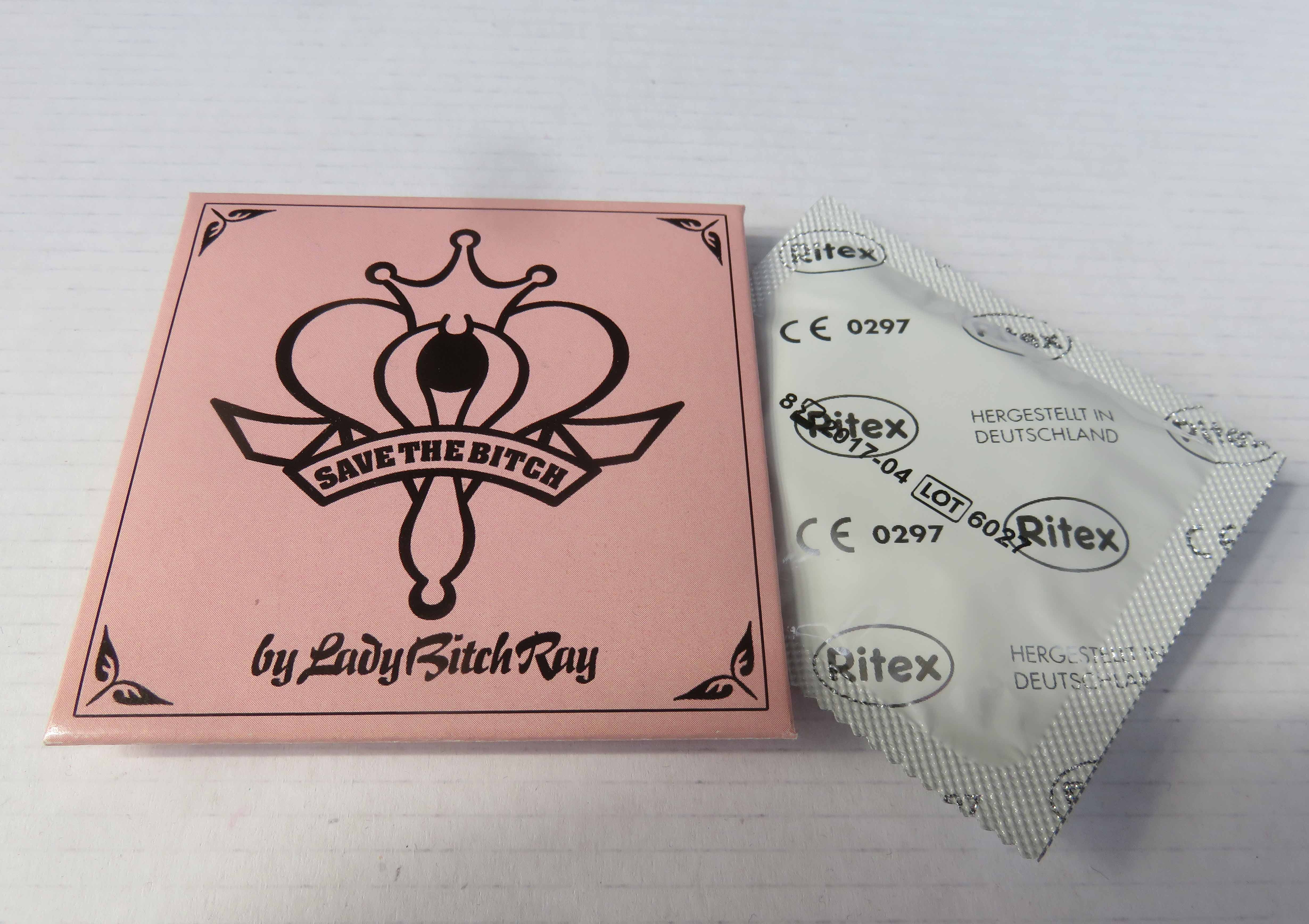
Von Rapperin Lady Bitch Ray verteiltes Kondom als Werbegeschenk (2012)

In der Folge veröffentlichte Şahin den Titel Ich hasse dich, in dem sie sich beleidigend über die Popstars Jeanette Biedermann und Sarah Connor sowie die Musikproduzentin Melbeatz äußert. In ihrer dritten Rapveröffentlichung Ich tret’ dein Arsch beschimpft sie den Berliner Rapper Kool Savas. Die Rapperin nutzte bei dem Song den Beat von Savas’ Single Komm mit mir, die einige Zeit zuvor veröffentlicht worden war. Das Hip-Hop-Magazin Juice berichtete 2006 über Lady Ray und veröffentlichte das Lied Deutsche Schwänze auf einer Juice-CD. Şahin vermarktete ihre Produkte zunächst hauptsächlich über das Internet. 2006 moderierte sie die Pay-per-View-Talkshow Große Fische, kleine Fische, in der sie Gäste wie B-Tight, Henning Wehland oder Jan Delay interviewte. Am 8. März 2007 gründete Lady Bitch Ray ihr eigenes Label Vagina Style Records. Die ersten, ausschließlich im Internet verbreiteten Veröffentlichungen waren am 30. März die EP Vorhang auf und am 7. Dezember 2007 die Single Mein Weg. Ihre Website bei MySpace erzielte bis April 2010 3,7 Millionen Aufrufe.
Durch einen Auftritt bei Menschen bei Maischberger wurde Şahin Ende 2007 erstmals einer breiten deutschen Öffentlichkeit bekannt. Als Lady Bitch Ray war Şahin in einer am 10. Januar 2008 ausgestrahlten Ausgabe der österreichischen Late-Night-Show Willkommen Österreich zu Gast. Dabei schüttete sie ein Glas Wasser über den ebenfalls eingeladenen Ulf Poschardt, der sich zuvor kritisch über sie geäußert hatte. Poschardt verließ daraufhin die Sendung vorzeitig. Zur Zeit des Wahlkampfs für die Landtagswahlen in Hessen verfasste Şahin für die Seite Spiegel Online einen Beitrag zu der Kontroverse über Jugendkriminalität, die im Januar 2008 von Ministerpräsident Roland Koch angestoßen worden war. Der Text befasste sich allerdings zu weiten Teilen nicht mit Jugendgewalt, sondern mit der Kontroverse um ihre Person und titulierte Şahins Kritiker als „Gartennazis“.
Als Schauspielerin debütierte Şahin 2008 in dem deutschen Kinofilm Chiko, in dem sie eine Prostituierte spielt. Der Film hatte in der Sektion Panorama auf der Berlinale 2008 Premiere. Am 24. April 2008 bewarb sie den Film in der Unterhaltungssendung Schmidt & Pocher. Nach der Erstausstrahlung der Ausgabe verzichteten der MDR und der BR auf die sonst üblichen Wiederholungen der Sendung. Den Grund für diese Absetzung vermutete Spiegel Online in der skandalträchtigen Sprach- und Themenwahl der Künstlerin: Şahin schenkte Pocher in der Sendung eine Dose, die angeblich ihr Vaginalsekret enthielt. Die Sendung geriet daraufhin in die Kritik und wurde nach Jahresende beendet. Im Juni 2008 hatte Şahin einen Gastauftritt in der 7. Folge von MySpaces Internet-Seifenoper Candy Girls; mit Hinweis auf den Jugendschutz wurden dabei Teile von Şahins Wortbeiträgen zunächst ausgeblendet, später wurde die ganze Folge aus dem Angebot genommen.
Im Mai 2009 gab ihre Agentur bekannt, dass Şahin aufgrund gesundheitlicher Probleme eine Karrierepause einlegen werde. Anlass war ein Zusammenbruch in der Universitätsbibliothek Bremen am 18. August 2008. In einem Interview mit der Tageszeitung Die Welt im September 2012 gab Reyhan Şahin bekannt, dass sie an einer schweren Depression litt.
Şahin nahm im Sommer 2014 an der Koch-Castingshow Hell’s Kitchen auf Sat.1 teil und ging als Siegerin des Wettbewerbs hervor. 2015 war sie in der Sat1-Reality-Show Newtopia zu sehen.
2019 erschien ihr Buch Yalla, Feminismus.
2021 wurde Şahin von den Bremer Linken als Mitglied der 17. Bundesversammlung nominiert.

## Rezeption
Şahin wird in den Massenmedien unterschiedlich rezipiert: die Turkish Daily News charakterisiert sie als „kontrovers“, Bettina Lehnert meint auf dem Onlineportal des Rundfunk Berlin-Brandenburg, sie „provoziere“ mit „pornographischen“ Texten. Ursula Moreno vermutet in der spanischen El Mundo, dass sie sich primär durch Obszönitäten einen Namen gemacht habe. Laut Süddeutscher Zeitung reichen die Gästebucheinträge ihrer Website von „Du bist eine Schande für jede türkische Frau“ bis „Die ist voll powerful, sexy, ich hab’ Schiss vor der. Respekt!!“
Das Bremer Stadtmagazin citybeat attestiert ihr, dass sie eine Frau sei, die „unter einem penetranten Selbstdarstellungsdrang [leide] und […] dringend Karriere machen [wolle], egal um welchen Preis.“ Das Hamburger Abendblatt kritisierte ihre Internetsendung als „geschmacklos“, und die taz wandte ein, dass ihr „derbes, freizügiges Auftreten […] kaum Diskussionen über Integration“, sondern „vielmehr über Emanzipation und Geschmack“ auslöse. Das online-Magazin Europolitan spricht ihr sogar jeglichen weiblichen Emanzipationseffekt ab.
Mitte 2008 wurde Şahins Vorwurf, Charlotte Roche habe in ihrer Debütnovelle Feuchtgebiete Şahins literarischen Stil plagiiert, an prominenter Stelle in den deutschen Printmedien diskutiert.
Bei ihren Texten geht es der Rapperin laut eigener Aussage um türkisch-weibliche Emanzipation; Şahin sieht sich als Gegenentwurf zu männlich-chauvinistischen Rappern wie Sido oder Bushido. Ihren Unmut darüber, wie in Deutschland deutsch-türkische Frauen gesehen werden, drückte sie in einem Interview mit der taz aus. Sonja Pohlmann und Caroline Fetscher vom Tagesspiegel geben ihr insoweit recht, als sie in Lady Bitch Ray eine Vertreterin der „Alphamädchen“, einer neuen Generation von hedonistischen Feministinnen sehen. Die Soziologin Paula-Irene Villa sieht in ihr ein „erfolgreiches Beispiel für die Ermächtigung von Frauen“.
Şahins Auftritt bei Menschen bei Maischberger 2007 stieß auf ein besonders breites Medienecho. Şahin erklärte im Laufe der Sendung, sie propagiere in ihren Liedern die Emanzipation der Frauen und eine „vaginale Selbstbestimmung“ und sehe in ihrer selbstironischen Bezeichnung als Bitch einen Fortschritt im Hinblick auf die Emanzipation. Spiegel-Redakteur Christian Buß sah bei ihrem Auftritt durchaus eine Berechtigung für Şahins emanzipatorische Kritik an ihren männlichen Rap-Kollegen. Peer Schader von der Frankfurter Allgemeinen Zeitung bezeichnete Şahin dagegen im Feuilleton als „armes Provokationswürstchen im goldenen Glitzerdarm“ mit „giftiger Engstirnigkeit“. Der Tagesspiegel, der ihre Musik als „professionell“ lobte, stellte fest, dass es ihr nicht darum gehe, Mechanismen von Provokation und Vermarktung vorzuführen – sie bediene sie vielmehr ganz offen. Ihre Strategie, Aufmerksamkeit auf sich zu ziehen, gehe daher auf. Der Bundestagsabgeordnete Markus Löning konstatierte einen „Skandal“ ob des seiner Ansicht nach niedrigen Niveaus der Sendung.
Rezensionen von Şahins musikalischen Werken sind selten. Alexander Rudolph beklagt im Tages-Anzeiger, Şahins akademische Karriere bedeute, dass ihr Auftreten als Gangsta-Rapperin unauthentisch sei.
2008 veröffentlichte der Rapper Schwartz ein Album namens Lady Bitch Gay, das mehrere Disstracks gegen Şahin enthält.

## Diskografie

### EPs
- 2006: Fick mich EP
- 2007: Vorhang auf! (Vagina Style Records)
- 2007: Mein Weg (Vagina Style Records)

### Singles
- Ich hasse dich
- Du bist krank
- Suck It
- 2006: Deutsche Schwänze (Juice Exclusive! auf Juice-CD #67)
- 2012: Die Aufklärung
- 2012: Bitchsm
- 2018: Cleopatra
- 2018: Bitchanel

### Mixtapes
- 2012: Bitchsm Vixtape (als Extra-CD in der limitierten Bitchsm-Rosa-Luxus-Pussy-Sonderedition)

## Film- und Fernsehauftritte
- 2008: Chiko (Spielfilm)
- 2008: They Call Us Candy Girls (Serie, Folge 7)
- 2013: Das perfekte Promi Dinner (Kochshow)
- 2014: Hell’s Kitchen (Kochshow)
- 2015: Newtopia (Reality-Show)
- 2024: Sexuell verfügbar (Serie, Folge 4)

## Publikationen
- Jugendsprache anhand der Darstellung der Jugendkultur HipHop. In: Thomas Stolz (Hrsg.): Possession, Quantitative Typologie und Semiotik: Georgisch, Irisch, Türkisch. Brockmeyer, Bochum 2006, ISBN 3-8196-0674-2, S. 143–242.
- Bitchsm. Emanzipation, Integration, Masturbation. Vagina Style Verlag / Panini Books, Stuttgart 2012, ISBN 978-3-8332-2547-5.
- Die Bedeutung des muslimischen Kopftuchs. Eine kleidungssemiotische Untersuchung Kopftuch tragender Musliminnen in der Bundesrepublik Deutschland. Lit-Verlag, Münster 2014, ISBN 978-3-643-11900-1. (Dissertation Univ. Bremen 2011).
- Yalla, Feminismus! Tropen Verlag Stuttgart 2019. ISBN 978-3-608-50427-9 (aktualisierte und überarbeitete Taschenbuchausgabe ebenda 2023, ISBN 978-3-608-50189-6).
- Sex. In: Fatma Aydemir, Hengameh Yaghoobifarah (Hrsg.): Eure Heimat ist unser Albtraum. Ullstein fünf, Berlin 2019, ISBN 978-3-96101-036-3.
- Lady Bitch Ray über Madonna. KiWi Musikbibliothek 6, Köln, 2020, ISBN 978-3-462-05355-5.